# 제19회 서울 국제 만화 애니메이션 페스티벌
제19회 서울 국제 만화 애니메이션 페스티벌은 2015년 5월 23일에 열린 시상식이다.

## 수상 및 후보

### 장편 - 그랑프리
- 타이밍 - 민경조 수상

### 장편 - 심사위원 특별상
- 담장 너머 - 패트릭 맥헤일 수상
- 라토 2014 - 보이체흐 소브칙 수상

### 단편 - 그랑프리
- 의자 위의 남자 - 정다희 수상

### 단편 - 우수상
- 우주를 향한 꿈 - 콘스탄틴 브론지트 수상

### 단편 - 관객상
- 우주를 향한 꿈 - 콘스탄틴 브론지트 수상

### 특별경쟁 - 한국 작품상
- 환 - 김준기 수상

### 특별경쟁 - 시카프 초이스
- 자니 익스프레스 - 우경민 수상

### 특별경쟁 - 아시아의 빛
- 의자 위의 남자 - 정다희 수상

### 시카프 온라인 - 우수상
- 어 싱글 라이프 - 마리케 블라우프 외2명 수상

### 시카프 키드 부문 - 우수상
- 라 머플 - 클레멘타인 로박 수상

### 시카프 키드 부문 - 관객상
- 줄줄이 꿴 호랑이 - 브누아 슈 수상

### 시카프 키드 부문 - 심사위원 특별상
- 줄줄이 꿴 호랑이 - 브누아 슈 수상

### 시카프 키드 부문 - 주목할 작품
- 모기의 복수 - 리즈용 수상

### 학생 - 그랑프리
- 여우가 되면 어쩌지? - 사토 미요 수상

### 학생 - 우수상
- 창녀와 야수 - 카스텐 코티아후르프 후프 수상

### 학생 - 심사위원 특별상
- 애프터눈 클래스 - 오서로 수상

### 학생 - 주목할 작품
- 쓰나미 - 소피 캠마크 수상

### 네이버 네티즌 초이스
- 뾰족뾰족 포크 가족 - 김탁훈 수상

### 경쟁단편부문
- 생선가게 막내 - 얀 발레즈
- 포스 에소 - 샘 오티 마르티
- 트리플 트래플 - 알버트 후프트 외1명
- 일기예보 소년 - 리웨이 츄

### 경쟁학생부문
- 8 블렛츠 - 프랭크 터니어
- 바람 - 백미영
- 짐승 - 블라디미르 마부니아-쿠카
- 비트윈 타임즈 - 루 쿠와하타 외1명
- 버스 이야기 - 탈리
- 카페 노스텔지어 - 모리타 시호
- 카스틸로 이 엘 아르마도 - 페드로 하레스
- 디너 포 퓨 - 나쏘스 바칼리스
- 엘만도 - 안톤 옥타비안
- 포크 나보 디스토리오 - 프란체스코 로쏘
- 퐁고폴리스 - 요한나 코주크
- 할아버지 - 쉬바 사데그아사디
- 털복숭이 - 하디 타바시 외1명
- 할로우 랜드 - 미쉘 크라노트
- 헝거 - 페트라 즐로노가
- 쥬씨 꼼 쥬씨 - 마리옹 오뱅
- 하늘을 나는 라리사 - 폴리나 마노키나 외1명
- 변신 - 프레데릭 이베느 외1명
- 갈 곳 잃은 물고기 - 니콜라 르메 외1명
- 북극 불가사리 - 마티아스 마크
- 아워 웨픈 이스 아워 텅 - 크리스티안 카티에르 발브
- 아빠 - 일레나 걸린
- 픽픽픽 - 드미트리 비조트스키
- 다녀오겠습니다 - 전승배
- 더 시너스 - 겔란도 인푸소
- 눈 - 소피 로제 외1명
- 티스 - 다니엘 그레이
- 몸 - 루이즈 르모이네 토레스 외1명
- 주인 - 리호 운트
- 틱-택 - 울로 피코프
- 나 어릴 적에 - 마리얌 카시콜리니아
- 제포 - 세자르 디아즈 멜렌데즈

### 경쟁단편 - 일반부문
- 다큐멘터리 영화 - 마르친 포돌레츠
- 물 속 사건 이야기 - 스테파니 샌디 존스톤
- 아아아 - 노영미
- 동물농장 - 최나라
- 검은 씨 - 프란체스코 로쏘
- 블러비 - 로라 스튜어트
- 지네 - 클리몽 에후일 외5명
- 뜨거운 토끼 - 알렉시 마구 외4명
- Checking Man - 이우진 외2명
- 컬러스 인 더 서브웨이 - 김명은
- 삼각 우주의 정복자 - 알리차 블라친스카
- 지폐의 사랑 - 슈에저하오
- 사랑이란 저주 - 미를 폰 덴 브룩 외1명
- 안 생겨요 - 키리아키 키리아코 외1명
- 딥 스페이스 - 브루노 톤뒤르
- 드니즈 - 마리옹 보흐덴 외5명
- 가구 매장 - 이그나츠 존슨 하이엄
- 듀오 - 제니스 오셀르 외6명
- 에드가 - 이브 세카렐리 외4명
- 에센스 - 마르티나 미쿠소바
- 감정 - 핸 제이콥스
- 발효시킨 수박 - 여예빈
- 굿 모닝 - 이현호
- 숨막혀 - 키하타 사야카
- 인다 치트라 - 사라 페르글리오 외3명
- 라 페티테 마이슨 - 아이작 홀란드
- 방문객 - 콘땅 뒤푸 외4명
- 룹 링 촙 드링크 - 니콜라스 메나드
- 한편 - 스테판 맥널리
- 아빠 - 마르쿠스 아르미타지
- 로드트립 - 크사버 실로폰
- 룸서비스 - 게이스 알탈리 외4명
- 더 라스트 리조트 - 스테파니 블래키
- 이상한 놈 - 이베타 코페츠코바
- 귀여운 아이 - 에스텔 츄바
- 꿈일지도 모르는 이야기 - 박미령
- 오늘의 꿈 - 한지혜
- 아내 살해범 - 밥티스트 드라포
- 장거리 운전 - 위고 리냑 외4명
- 청춘이냐! - 유아람
- 와이 바나나 스날스 - 스베틀라나 라즈굴리아에바
- 내 안에 - 나탈리아 아제베도 안드라지
- 즈드랏스부이쪠 - 요코 유키

### 경쟁 시카프 쇼케이스 부문
- 블로퀘야츠 아필라츠 - 마크 리바 외1명
- 공룡들 - 조엘 베이치 외1명
- 집시 이야기 : 집시여인과 악마 - 마리아 호바스
- 달 - 패트릭 들라주
- 로소 파파베로 - 마틴 스마타나
- 타라쟈 - 백지은
- 이불 - 풋사라폰 탐파논
- 리오의 결투 - 이기영
- 보물원정대 (정글번치 : 너구리 해적단과 보물지도) - 줄리앙 프루네
- 세 바보 - 스노바 아바니 외1명
- 우루루 - 박준곤

### 시카프 온라인
- 식육 - 최봉수
- 사든가 죽든가 - 울리 르퍼부
- 물개가 사는 섬 - 에드먼즈 얀손
- 레프트오버 - 티보 바노키 외1명
- 미 앤 마이 몰튼 - 토릴 코브
- 수영장 - 모리타 사키
- 복제품 - 이바나 보스냑
- 스트링스 - 페드로 솔리스 가르시아
- 선물 - 제이콥 프레이
- 제비 - 첸 시
- 작은 겨울 모임 - 심범식

### 인물 포커스
- 꼬르부 - 빌리브 더 라이 - 하비에르 롱고바르도
- 데스크루프 - 에벌린 로벡
- DVA - 노 수르비 - 안드레 콜렌시크
- 익스페리모션 - 조르디 비울라크스 외1명
- 유 고 투게더 펀 송 - 토드 헴커
- 순수 - 키릿 쿠라나
- 주그누 - 키릿 쿠라나
- 나이트메어 어드벤처 - 리즈용
- 천 개의 불상 - 정다희
- R120 오스틴 - 클라우디아 뢰틀린
- 시시포스 - 플로리안 그로릭
- 수렵 - 채집 모델 - 토비아스 크니프 외1명
- 샤워 - 이단 바르디 외2명
- 라이프 해저즈 - 에드먼즈 얀손
- 웬데 - 라스트 레지스탕스 - 에이미 디 종
- 웬 걸즈 콜라이드 - 하비에르 롱고바르도